# 엑소시스트: 더 바티칸
《엑소시스트: 더 바티칸》(The Pope's Exorcist)은 미국에서 제작된 줄리어스 에이버리 감독의 2023년 공포, 스릴러 영화이다. 실제 바티칸 수석 엑소시스트 '가브리엘레 아모르트' 신부의 구마 기록을 그린 실화이다.

## 출연

### 주연
- 러셀 크로우 : 가브리엘레 아모르트 역

### 조연
- 다니엘 조바토 : 토마스 에스퀴벨 역
- 알렉스 에소 : 줄리아 역
- 프랑코 네로 : 교황 역